# Kanō Eitoku

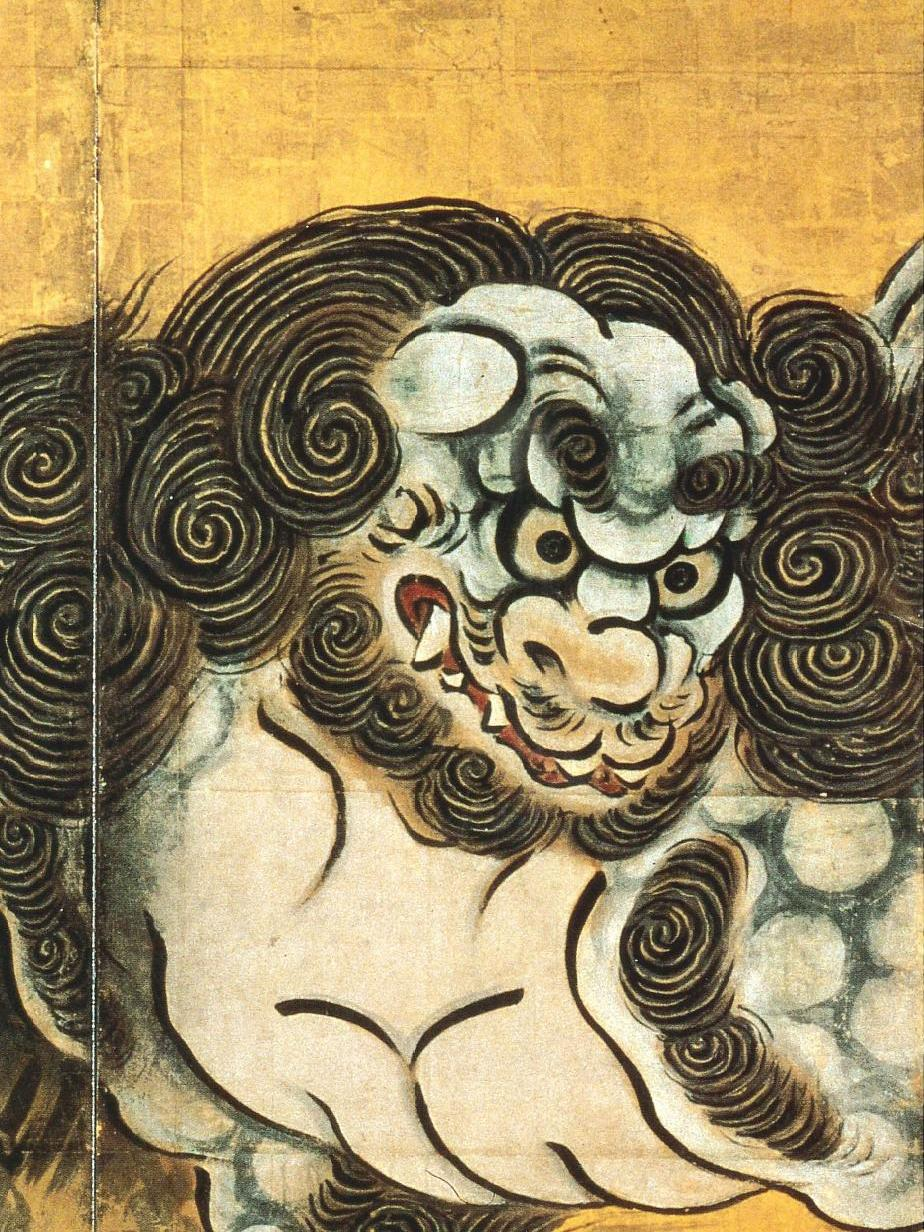
Leone cinese, esposto al Museo delle collezioni imperiali (Sannomaru Shozokan) di Tokyo.

Eitoku Kanō,  (狩野 永徳?) (Kyoto, 16 febbraio 1543 – 12 ottobre 1590), è stato un pittore giapponese vissuto durante il periodo Azuchi-Momoyama, uno dei maggiori artisti della scuola pittorica Kanō.

## Biografia
Nipote di Kanō Motonobu (1476-1559), pittore ufficiale dello shogunato Ashikaga, diede prova del suo talento in precoce età. Sotto la guida di Motonobu imparò e sviluppò lo stile caratteristico del nonno, influenzato dalla pittura cinese.
Già in inizio di carriera artistica lavorò ad opere importanti e di grande impegno per l'estensione delle superfici decorate; in collaborazione col padre Kanō Shōei (1519-1592) dipinse i pannelli a parete all'interno del complesso monastico Zen Daitoku-ji di Kyoto.
Le sue doti artistiche lo resero uno degli artisti più apprezzati da Oda Nobunaga, Toyotomi Hideyoshi e di altri condottieri militari soprattutto grazie al repertorio dei soggetti in grado di veicolare e rappresentare eroismo, virtù e potenza militare: aquile, draghi, leoni e tigri, alberi possenti quali pini e cipressi, nonché figure leggendarie della storia cinese. 
Decorò le stanze del castello di Azuchi fatto costruire da Nobunaga, della residenza di Hideyoshi a Kyoto e del castello di Osaka. Grazie ai suoi potenti protettori e alla sua abilità artistica garantì alla scuola Kanō un ingente numero di commissioni e lavori che ne aumentarono l'importanza.
Il castello di Azuchi fu distrutto e nessuna delle opere di Eitoku è giunta a noi, ma esiste una descrizione dettagliata nei diari di un visitatore contemporaneo che scrive di sale da ricevimento sfarzose e meravigliosamente decorate e con soffitti intarsiati e dipinti in oro.
L’ampio uso di oro in foglia e polvere nelle decorazioni degli interni delle residenze nobiliari mirava a stupire i convenuti ed era manifestazione del raggiunto potere, ma aveva anche la funzione pratica di illuminare gli interni bui delle ampie sale riflettendo i raggi del sole di giorno e la luce tremolante delle candele di sera.
Il principale contributo artistico di Eitoku alla scuola Kanō fu il cosiddetto "stile monumentale" (taiga) caratterizzato da pennellate rapide, enfasi sul soggetto in primo piano e motivi decorativi di grandi dimensioni rispetto allo spazio pittorico. Questo stile, codificato successivamente dal suo pronipote Kanō Einō (1631-1697) nella sua opera Storia della pittura giapponese (Honcho gashi) derivava dal gran numero di commissioni affidate ad Eitoku e incarnò l'abilità politica e militare dei grandi condottieri Nobunaga e Hideyoshi.
La maggior parte dei suoi lavori è andata persa durante i tumulti del periodo Sengoku, le opere rimaste sono considerate tesori nazionali  (国宝?, kokuhō).

## Il paravento a 8 pannelli “Cipressi”

Cipressi – paravento pieghevole a 8 pannelli attribuito a Kanō Eitoku - 170 x 461 cm – 1590 – [Museo Nazionale di Tokyo

Questo paravento attribuito a Eitoku, realizzato probabilmente attorno al 1590 e quindi uno degli ultimi lavori dell’artista,   mostra il tratto vigoroso dello stile per la decorazione dei vasti ambienti e delle sale di ricevimento dei castelli.  L’opera, policroma su fondo in foglia d’oro,  fa parte del Tesoro nazionale del Giappone ed è descritta da Paine come "tipica composizione a pennellate veloci e dense . ... Le aree dorate dipinte come nuvole e nebbia sono poste in modo arbitrario sul fondo ed enfatizzano la magnificenza decorativa di ciò che è soprattutto una potente illustrazione di un albero dalle forme gigantesche". 
La presenza di nuvole fluttuanti non è una innovazione pittorica di Eitoku ma fa riferimento alla convenzione artistica giapponese Yamato-e in cui l’artista usa nascondere aree ritenute non essenziali sotto uno strato di nebbia,  in questo caso una nebbia dorata.
Dipinti di questo tipo, che presentano un singolo albero massiccio che domina la scena pittorica, divennero una struttura compositiva tipica della scuola Kanō, ripresa successivamente da numerosi artisti della medesima scuola e di altri artisti, tra cui Kanō Sansetsu.
Il paravento è di dimensioni inconsuete;  sono presenti delle discontinuità nel tracciato del disegno. Probabilmente i dipinti originali erano previsti per una serie di 4 porte scorrevoli.  Infatti si presenta come un set di quattro inquadrature;  inoltre vi sono delle ricoperture in corrispondenza degli incavi per le maniglie di scorrimento.  Le discontinuità nella pittura sarebbero meno evidenti se i pannelli fossero presentati in posizione angolare anziché distesa.

## Uccelli e fiori delle quattro stagioni

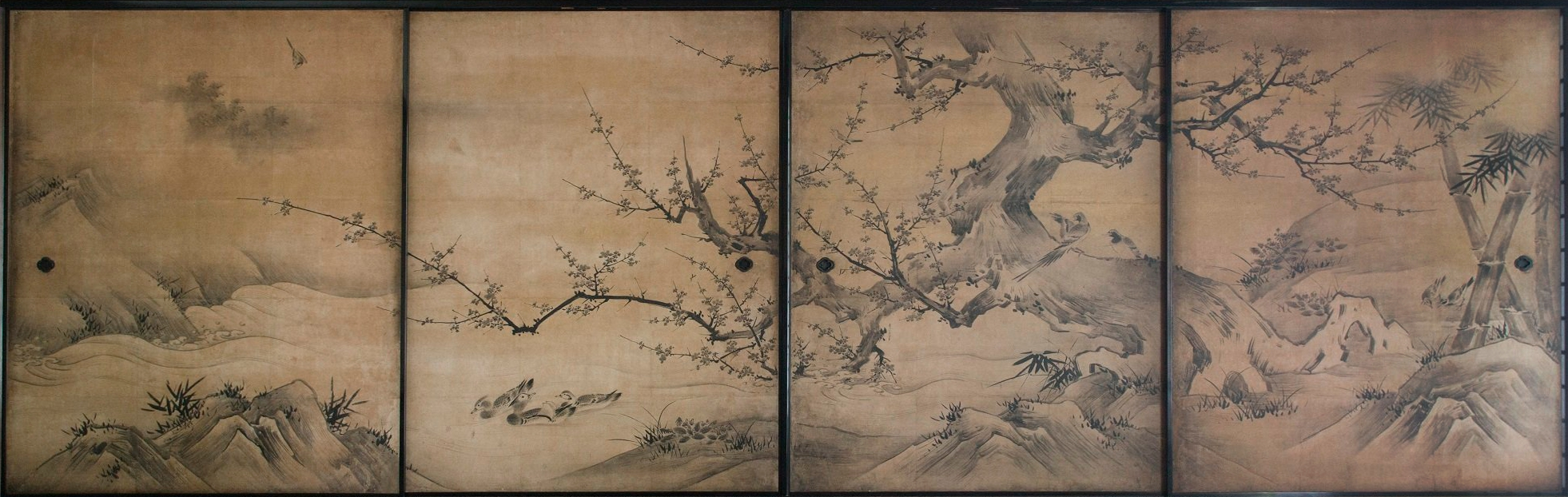
Uccelli e fiori delle quattro stagioni, parte della serie di 16 pannelli dipinti collocati sulla porta scorrevole della sala delle cerimonie degli appartamenti dell'abate di Jukō-in all'interno del tempio Daitoku-ji di Kyoto.

Si tratta di un’opera giovanile che Eitoku eseguì in collaborazione con il padre Kano Shōei; è costituita da 16 pannelli scorrevoli di grandi dimensioni realizzati per l’alloggio dell’abate del tempio Daitokuji a Kyoto.
I pannelli rappresentano un vecchio susino contorto i cui rami si protendono sui successivi pannelli di sinistra, invitando l'osservatore a scorrere la successione delle immagini stagionali; alberi, uccelli, rocce e fiori sono tracciati con pennellate rapide e tratti essenziali, ma efficaci. 
Secondo l'uso prevalente in questa epoca per le opere decorative dei templi ed edifici annessi, tutti i pannelli sono realizzati ad inchiostro nero e privi di pigmenti colorati.
I contemporanei spesso non apprezzarono questo stile sintetico, senza dettagli riprodotti con accuratezza; anzi gli attribuirono una mancanza di cura e precisione dovuta alle numerose commesse da portare a termine in tempi brevi.